# Patxi Vila
Francisco Javier "Patxi" Vila Errandonea, född 11 oktober 1975 i Hondarribia, Baskien, är en spansk professionell tävlingscyklist. 
Vila blev professionell med iBanesto.com 2001. Mellan 2003 och 2008 tävlade han för det italienska proffscykelstallet Lampre, som sedan 2005 tillhör UCI ProTour. År 2011 skrev han ett samtal med stallet De Rosa-Ceramica Flaminia. 2012 tävlade Vila för det Irlands-registrerade stallet Utensilnord-Named.

## Karriär
Patxi Vila har hittills i karriären bara segrat på den tredje etappen av Paris-Nice 2006, där han vann före amerikanen Floyd Landis. Vila slutade tvåa i tävlingens sammanställning, nio sekunder efter amerikanen. 
I maj 2008 blev det känt att Vila hade testats positiv för testosteron och den baskiske cyklisten fick därför inte cykla Giro d'Italia 2008. Resultatet på B-provet är ännu inte känt.

## Meriter
2006
Etapp 3, Paris-Nice
2:a, Paris-Nice
9:a, Baskien runt

## Stall
- iBanesto.com 2001–2002
- Lampre 2003–2008
- De Rosa-Ceramica Flaminia 2011
- Utensilnord-Named 2012–